# Rio Klasies Caves
Rio Klasies, ou Klasies Caves, é um rio da África do Sul.